# Saarijärvi (sjö i Finland, Kajanaland, lat 64,42, long 28,77)
Saarijärvi är en sjö i Finland. Den ligger i kommunen Ristijärvi i landskapet Kajanaland, i den centrala delen av landet, 500 km norr om huvudstaden Helsingfors. Saarijärvi ligger 224 meter över havet. Arean är 37,7 hektar och strandlinjen är 3,53 kilometer lång. Sjön  ingår i Uleälvens huvudavrinningsområde. 